# Harald III de Dinamarca
Harald III de Dinamarca (1040-17 de abril de 1080) fue rey de Dinamarca entre 1074-1080. Harald III fue un hijo ilegítimo del rey danés Svend II. Fue un gobernante pacífico que inició una serie de reformas. Harald se casó con su prima Margareta Hasbjörnsdatter, pero no dejó herederos, y fue sucedido por su hermano Canuto IV el Santo. Cuatro de sus medio hermanos fueron a su vez coronado reyes daneses.

## Biografía
Después de la muerte de su padre, el rey Svend II, Harald fue elegido rey, tras competir con su hermano menor, Canuto. Durante su gobierno, Harald encontró la oposición de varios de sus hermanos, incluido Canuto, quien obtuvo el apoyo de Olaf III de Noruega. El papa Gregorio VII medió el conflicto, aconsejando a Olaf no tomar partido y a Harald compartir el poder con sus hermanos.
Harald fue dependiente de los grandes nobles de Dinamarca por su elección, e hizo muy poco para oponerse a ellos. Por ende, luchó sin grandes guerras y centró su energía a la mejora de las pocas cosas que estaban en su ámbito de competencia. Fue conocido por la mejora y estandarización de la moneda danesa.
Harald murió el 17 de abril de 1080, y fue enterrado en la iglesia de Dalby en Escania. Le sucedió en el trono su hermano Canuto IV el Santo.

## Legado
Saxo Grammaticus describió a Harald como un rey débil e ineficaz que cedía a la voluntad del común de la gente, mientras que Ælnoth de Canterbury lo llamó "el legislador querido del pueblo". También lo describe como «un hombre que deja que otros controlen sus acciones, que posee un carácter suave». Tal vez esto le da la explicación de su apodo de Hen Harald o Hein (en danés), que en otras palabras, significa Harald el suave.
Las reformas legales de Harald no fueron aceptadas totalmente hasta el reinado de Valdemar II el Victorioso, en el siglo XIII.